# Henriette Marie của Pháp
Henriette Marie của Pháp (tiếng Pháp: Henriette Marie de France; 25 tháng 11, năm 1609 – 10 tháng 9, năm 1669) là Vương hậu của Vương quốc Anh, Ireland và Scotland với tư cách là vợ của Charles I của Anh.
Nguyên là Vương nữ của Vương quốc Pháp, Henriette Marie là một người phụ nữ theo đạo Công giáo, do đó khi sang nước Anh bà đã gặp phải một làn sóng dè bỉu vì khác biệt tôn giáo, không những vậy mà chính điều này đã khiến bà không được làm lễ đăng quang với tư cách là Vương hậu Anh. Sự mâu thuẫn và ảnh hưởng tiêu cực về gốc gác của bà tiếp tục leo thang vào năm 1644, khi Henrietta Maria bị buộc phải rời khỏi Anh trở về Pháp vào lúc Cuộc nội chiến Anh lần thứ nhất của Nội chiến Anh đang bùng phát mạnh mẽ. Cho đến năm 1649, Vua Charles I bị xử tử hình, chế độ quân chủ Anh tưởng chừng cáo chung cho đến khi con trai bà, Charles II, thành công thiết lập lại trong Trung hưng quân chủ Anh. Dẫu vậy, sau một thời gian ngắn quay lại London, Henrietta Maria vẫn quyết định lưu vong và qua đời tại Pháp, cùng người con gái út Henrietta.
Henrietta Maria là vợ của Vua Charles I, do vậy là mẹ của hai vị Quốc vương liên tiếp sau đó là Charles II và James II. Cũng do vậy, bà là bà nội của 2 vị Nữ vương và 1 vị Quốc vương dẫn đến sự kết thúc của nhà Stuart trên ngai vàng Anh, đó là Mary II, William III và Anne I của Anh. Thông qua con gái út Henrietta, bà cũng là tổ tiên của các quân chủ Pháp nhà Bourbon từ thời Louis XV của Pháp.

## Tiểu sử

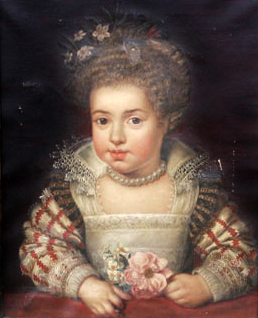
Henriette Marie khi còn nhỏ.

Henriette Marie sinh vào ngày 25 tháng 11 năm 1609 tại Cung điện Louvre ở Paris. Ngày sinh của bà có tranh cãi, một số sử gia cho là ngày 26 tháng 11, trong khi tại Anh khi ấy vẫn đang dùng lịch Julius, thì ngày sinh của bà là được viết thành ngày 16 tháng 11, chỉ có năm sinh không thay đổi.
Trong gia đình, Henriette Marie là con gái út của Quốc vương Henri IV của Pháp thuộc nhà Bourbon và Vương hậu thứ hai của ông, Marie de' Medici - một quý nữ xuất thân từ gia tộc quyền lực và danh giá người Ý, nhà Medici. Bà là một người nổi bật theo đạo Công giáo với đức tin ngoan đạo. Với việc là con gái của một vị Vua nhà Bourbon, Henrietta Maria là Fille de France, em gái của vị Vua tương lai của Pháp, Louis XIII. Quốc vương Henry, cha của bà đã bị ám sát vào ngày 14 tháng 5 năm 1610, lúc đó bà còn chưa đầy tuổi. Khi còn là một đứa trẻ, với địa vị công chúa của Pháp, Henrietta Maria được nuôi dưỡng dưới sự giám sát của phó mẫu là Françoir de Montglat.
Sau khi chị gái của bà là Christine Marie kết hôn với Victor Amadeus I, Công tước xứ Savoy và trở thành Công tước phu nhân, Henrietta Maria đã bắt đầu được đào tạo như một công chúa danh giá. Cùng với các chị em của mình, Henrietta Maria được tham gia các môn cưỡi ngựa, nhảy múa và ca hát, đồng thời còn được tham gia vào các vở kịch được biểu diễn trong triều đình Pháp. Mặc dù được dạy kèm về đọc và viết, Henrietta Maria không được biết đến là có thiên phú do Công chúa bị ảnh hưởng nặng nề bởi dòng Cát Minh. Đến năm 1622, Henrietta Maria đang sống ở Paris với một gia đình khoảng 200 người hầu và được bề trên nhen nhóm kế hoạch định hôn.

## Vương hậu nước Anh

### Sắp đặt hôn nhân

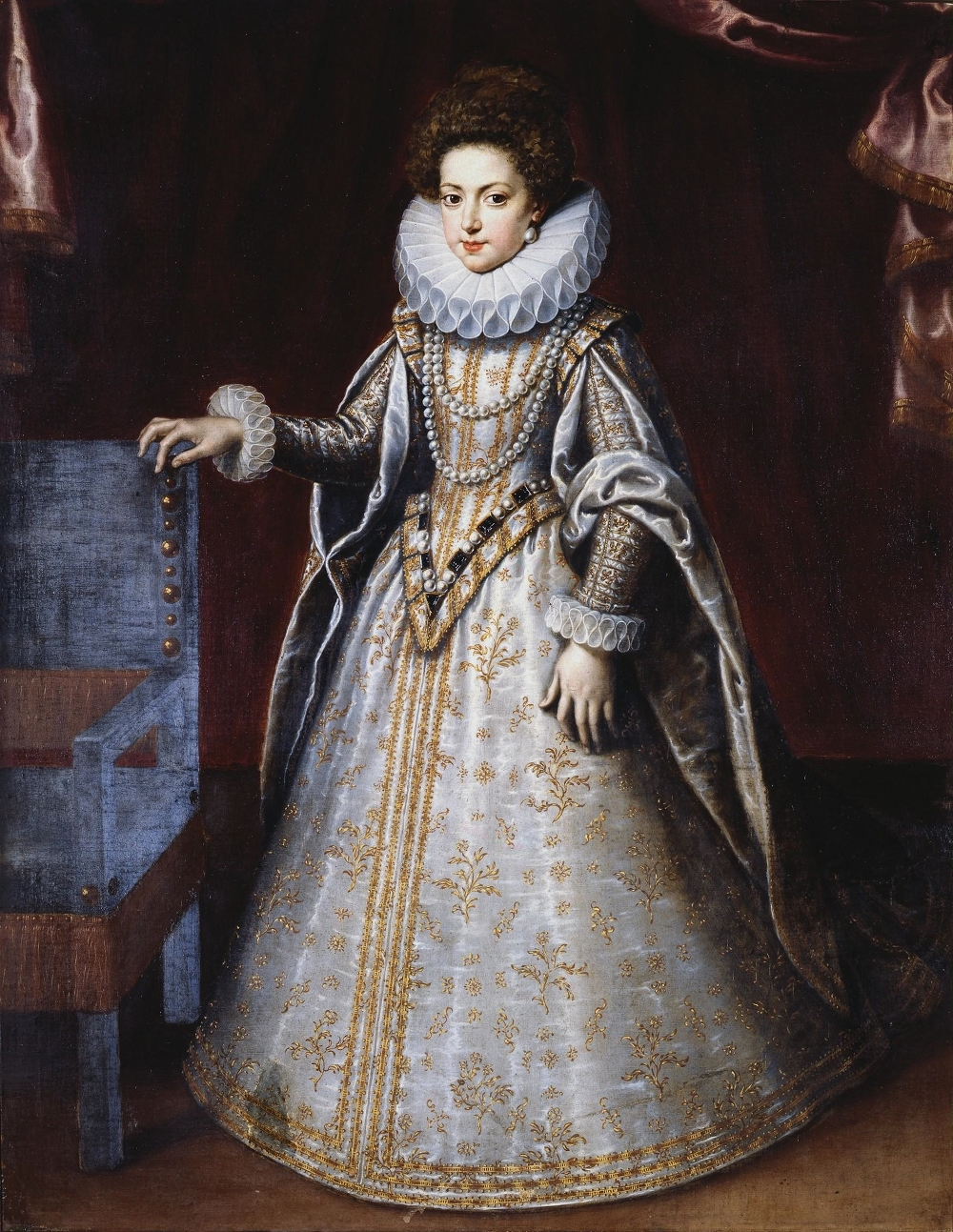
Vương nữ Henrietta Maria khi còn ở Pháp, năm 1615.

Lần đầu tiên Henrietta Maria gặp người chồng tương lai của mình, Charles I, là ở Paris vào năm 1623, khi ông đang đi du lịch tới Tây Ban Nha với Công tước xứ Buckingham để thảo luận về một cuộc hôn nhân có thể với María Ana của Tây Ban Nha thuộc Vương tộc Habsburg.
Vua Charles lần đầu tiên nhìn thấy Henrietta Maria là tại một buổi giải trí tại triều đình Pháp. Tuy nhiên, chuyến đi của Charles đến Tây Ban Nha đã kết thúc tồi tệ. Khi Vua Felipe IV của Tây Ban Nha yêu cầu ông chuyển sang Công giáo và sống ở Tây Ban Nha trong 1 năm sau đám cưới để đảm bảo sự tuân thủ của Anh đối với các điều khoản của hiệp ước, Charles đã cảm thấy bị xúc phạm và khi trở về Anh vào tháng 10, ông và Buckingham đã yêu cầu Vua James tuyên chiến với Tây Ban Nha. Từ đó, Charles bắt đầu kiếm tìm một cô dâu mới, và Henrietta Maria của nước Pháp là một gợi ý tuyệt vời. Cuộc hôn nhân cuối cùng đã được James Hay và Henry Rich đàm phán tại Paris. Henrietta Maria khi ấy 15 tuổi nhưng bà không quá trẻ so với tuổi kết hôn ở thời đại đó, thông thường là 14 tuổi. Dù được nhìn nhận chung là xinh đẹp, song quan điểm về ngoại hình của Henrietta Maria đương thời có nhiều ý kiến khác nhau, ví dụ cô cháu gái Sophie của Pfalz cho rằng: "Sau khi nhin những tranh chân dung tuyệt đẹp của Van Dyck, tôi đã nhìn rất nhiều phụ nữ đẹp khắp nước Anh, nhưng vẫn ngạc nhiên khi thấy Vương hậu (chỉ Henrietta Maria). Người phụ nữ xinh đẹp và gầy gò, vẻ đẹp vượt trên tiêu chuẩn bình thường. Bà ấy mặc dù có cánh tay dài và săn chắc, đôi vai không đều... nhưng lại có đôi mắt, cái mũi và làn da xinh đẹp".
Ngày 1 tháng 5 năm 1625, lễ kết hôn chính thức giữa Quốc vương nước Anh Charles I và Henrietta Maria được tổ chức tại Cung điện ở Notre Dame. Đây là thời điểm ngắn sau khi Charles chính thức lên ngôi Vương nước Anh. Charles và Henrietta Maria sau đó đã trải qua đêm đầu tiên cùng nhau tại Tu viện Thánh Augustine, Canterbury, Kent vào ngày 13 tháng 6 năm 1625. Vào ngày 2 tháng 2 năm 1626, Vua Charles cùng Henrietta Maria dự định cùng làm lễ đăng quang ở Tu viện Westminster.
Tuy nhiên, vấn đề phát sinh khi Henrietta Maria là người Công giáo trong khi Nhà thờ nước Anh lúc này đều được cử hành lễ theo kiểu Tin Lành. Việc này càng khó khăn khi Henrietta Maria khăng khăng giữ lại đức tin Công giáo, và do vậy đã khiến bà không thể đồng thời được làm lễ cùng chồng trong ngày đăng quang - một điều chưa từng xảy ra trước đó. Khi nghe tin lễ nghi sẽ khác biệt, Henrietta Maria đã từng đề nghị Daniel de La Mothe Duplessis Houdancourt, Giám mục Mende, một người Pháp theo Công giáo, thay cho vị Giám mục thuộc nước Anh để bà có thể cử hành lễ đăng quang, nhưng điều này bị Charles và triều đình của ông phản đối. Và cuối cùng, Henrietta Maria chỉ được phép nhìn Charles đăng quang vương miện Anh, với khoảng cách xa và khuất khỏi tầm mắt.
Chính việc Henrietta Maria không đủ tư cách đăng quang đã khiến quần chúng Anh bất mãn và chỉ trích bà. Vị Vương hậu khi đến nước Anh đã đem theo một bộ phận của hồi môn khổng lồ với đầy kim cương, đá quý, ngọc trai, cùng những bộ quần áo đẹp đẽ bằng vải satanh và vải nhung. Bên cạnh đó, còn vô số trang sức đi kèm, tranh vẽ, sách vở liên quan đến tôn giáo cùng với 10.000 đồng livre bằng vàng. Bên cạnh đó, dĩ nhiên là các Thị tùng người Pháp, đặc biệt là hơn 10 Thầy tu dòng Oratorian. Thời điểm cuộc hôn nhân diễn ra, triều đình Anh có chiều hướng thân Pháp với sự ủng hộ Huguenot, nhưng danh tiếng của Henrietta Maria tại Anh vẫn rất thấp. Và sau thời gian đầu khá khó khăn thì bà cùng chồng mình cũng dần tận tâm về mặt tình cảm. Dẫu vậy, Henrietta Maria vẫn không thể hòa nhập mình với xã hội Anh, khi bà không thích nói tiếng Anh, và tận những năm cuối của thập niên 1640s thì bà vẫn rất khó khăn khi đọc và viết loại ngôn ngữ nhà chồng này.

### Vấn đề tôn giáo và Hộ quản gia
Tôn giáo của Henriette Marie, đạo Công giáo, không được ưa chuộng ở Anh kể từ thời kỳ Henry VIII cùng các triều thần thực hiện cuộc Cải cách Anh. Ngay cả nhà chồng của bà là nhà Stuart, vào thời điểm tiếp nhận ngai vàng đã trở thành Anh giáo. Trước khi cưới Henrietta Maria, Vua Charles cũng đã từng cảm thấy bị xúc phạm khi Vua Tây Ban Nha yêu cầu ông chuyển sang đạo này nếu muốn cưới Công chúa Tây Ban Nha là Infanta Maria Anna. Điều này đã ngăn cản Henrietta Maria có một lễ đăng quang Vương hậu chính thức.

Huy hiệu của Henriette Marie với tư cách là Vương hậu của Anh, Scotland và Ireland.

Những sự kiện trên, kết hợp với niềm tin Công giáo của bà đã khiến Henrietta Maria trở thành một "thế lực nguy hiểm" cho xã hội Anh thời đó, cũng như một vị Vương hậu không được lòng dân vì người ta lo sợ Công giáo sẽ lại thống trị cùng với âm mưu thuốc súng được suy diễn lan tràn. Nhân dân London thường chỉ trích Maria là một nhân vật "vô căn cứ, thiếu hiểu biết và phù phiếm" trong năm 1630, thế nhưng một số người có cái nhìn thiện cảm hơn về bà, cho rằng Henrietta Maria là một người thụ hưởng, có một sức mạnh cá nhân tiềm ẩn của nữ tính và thiên phú nghệ thuật.
Về quan điểm tôn giáo, rất hiển nhiên rằng Henrietta Maria cực kỳ có lòng tin về Công giáo, và trong suốt thời gian làm Vương hậu bà cũng cho thấy điều này. Vua Charles hay gọi bà là [Maria], còn dân chúng lại gọi [Queen Mary], ám chỉ và mỉa mai đến bà nội của nhà Vua, Mary, Nữ vương của người Scots, cũng là một người Công giáo nổi tiếng. Mặc cho các chỉ trích, Henrietta Maria rất cởi mở khi nói về tôn giáo của mình, bà đã cản trở việc nuôi dạy các con trai cả của gia đình Công giáo biến thành Tin Lành của triều đình Anh, thậm chí còn khuyến khích kết hôn kiểu Công giáo, và những việc làm này của bà gây tranh cãi dữ dội, ngoài ra hành động của bà cũng phạm vào luật lệ của Anh. Tháng 7 năm 1626, Henrietta Maria ngừng cầu nguyện cho những người Công giáo bị xử tử tại Tyburn, khiến một làn sóng phẫn nộ từ cộng đồng Công giáo tràn lan. Và mặc cho những người Công giáo vẫn hằng ngày bị xử tử tại Anh, Henrietta Maria vẫn rất chuyên tâm đam mê tín ngưỡng của mình. Với những sự kiện trên, bà đã không thành công khi thuyết phục người cháu theo thần học Calvin là Rupert xứ Rhine cải đạo trong thời gian ông ở nước Anh.
Thời điểm qua Anh để kết hôn, Henrietta Maria đã mang một đoàn Thị tùng rất đông đúc, tất cả đều là người Công giáo, đáng kể nhất là người bạn tâm giao của bà là Madame Jeanne de Harlay. Vua Charles nhiều lần chỉ trích đám Thị tùng này của vợ mình vì đã khiến cuộc hôn nhân giữa ông và bà gặp khó khăn trong thời gian đầu vì khác biệt tôn giáo. Điều này đã khiến ông trục xuất toàn bộ bọn họ khỏi triều đình Anh vào ngày 26 tháng 6 năm 1626, nhà Vua đã phải dùng đến vũ lực quân đội khi Henrietta Maria đã rất phản đối quyết định này. Sau cùng, bà cũng dàn xếp giữ lại 7 người, trong đó có thầy tu chứng tội của mình, Robert Phillip. Việc làm này của Vua Charles ngoài cắt sự ảnh hưởng của người Pháp tác động lên vợ mình, đồng thời cũng khiến sự tiêu xài hoang của Henrietta Maria được kiểm soát, khi chỉ mới vài năm hôn nhân mà bà đã phải mắc vào những món nợ khá lớn. Và dù nhà Vua đã gửi khá nhiều quà cho bà, Henrietta Maria vẫn rất thích sử dụng tiền riêng để mua sắm, đều là những bộ trang phục đắt tiền xa hoa, điều này được dẫn chứng bởi các hồ sơ tài chính trong Hộ quản gia riêng của bà, rất nhiều chi tiêu khổng lộ kéo dài đến tận thời kỳ Tiền nội chiến.

Henriette Marie cùng người hầu lùn của mình, Jeffrey Hudson.

Chỉ trong vài năm sau, những thành viên trong Hộ quản gia của Henrietta Maria hình thành với toàn người Anh. Henry Jermyn, Bá tước xứ St Albans trở thành tâm phúc và Phó Trấn viên của bà, Susan Feilding, Bà Bá tước xứ Denbigh trở thành bạn thân và Trưởng thị tùng với tư cách ["Head of the Robes"] - chuyên phụ trách sửa soạn y phục cho Vương hậu trong các dịp đại lễ, và bà cũng bắt đầu sử dụng nhiều người mắc chứng thấp lùn trong triều, điển hình là Jeffrey Hudson. Theo điều kiện tặng phẩm mà Vua Charles dành cho bà, Henrietta Maria sở hữu Dinh thự Somerset, Cung điện Greenwich, Cung điện Oatlands, Cung điện Nonsuch, Cung điện Richmond và Dinh thự Holdenby. Sau đó ít lâu, bà còn được tặng thêm Dinh thự Wimbledon do chính Vua Charles mua cho bà. Ngoài ra, bà cũng còn một đàn thú cưng gồm chó, khỉ và chim được nuôi trong lồng.

### Henrietta Maria và Charles
Henrietta Maria và Charles bắt đầu một mối quan hệ theo một cách không mấy tốt đẹp, khi Charles đã ngạo mạn từ chối người đàm phán Pháp được phái đến cho cuộc hôn nhân của hai người. Lúc đầu, hai người họ rất lạnh lùng và hay cãi vã. Henrietta Maria cũng tỏ ra không ưa Công tước xứ Buckingham - một cận thần yêu thích của Charles.
Trong thời gian này, người thân thiết nhất với Henrietta Maria ở nước Anh chính là Lucy Hay, Bà Bá tước xứ Carlisle, một nữ quý tộc theo đạo Tin Lành và là vợ của James Hay, Bá tước xứ Carlisle thứ nhất. Bá tước Carlisle là người góp phần khiến cuộc hôn nhân giữa Henrietta Maria và Charles diễn ra thành công, còn Bà Bá tước Lucy là con gái của Henry Percy, Bá tước xứ Northumberland, sinh trưởng trong một gia đình danh giá và sớm đã nổi tiếng với vẻ đẹp quyến rũ cùng sự dí dỏm. Lucy trở thành vợ thứ hai của Bá tước Carlisle và nhân dịp Henrietta Maria đăng quang Vương hậu, bà được phong làm ["First Lady of the Bedchamber"] - một tước vị dành cho các Thị tùng cao cấp của các Vương hậu hoặc Công chúa của triều đình Anh.
Vào tháng 8 năm 1628, Công tước xứ Buckingham bị ám sát, để lại một khoảng trống tại triều đình Anh. Mối quan hệ của Henrietta Maria với chồng nhanh chóng bắt đầu được cải thiện và hai người đã tạo nên mối liên kết sâu sắc về tình yêu và tình cảm, được đánh dấu bằng những trò đùa khác nhau của Henrietta Maria về Charles. Henrietta Maria mang thai lần đầu tiên vào cùng năm ấy, nhưng mất đứa con đầu lòng ngay khi sinh vào năm 1629, sau một cuộc chuyển dạ rất khó khăn. Năm 1630, Vua Charles II tương lai đã được sinh ra thành công, tuy nhiên, cuộc chuyển dạ này cũng cực kỳ khó khăn và thành công khi có sự can thiệp của vị bác sĩ nổi tiếng Theodore de Mayerne.
Và dù đã tống các thành viên người Pháp từng đi theo Henrietta Maria đến Anh, triều đình của Charles bị ảnh hưởng nặng nề bởi xã hội Pháp. Tiếng Pháp thường được sử dụng để ưu tiên cho tiếng Anh, được coi là một ngôn ngữ lịch sự hơn. Ngoài ra, Vua Charles sẽ thường xuyên viết thư cho Henrietta Maria gửi ["Tình yêu dấu"]. Những lá thư này thể hiện sự thân thiết trong mối quan hệ của họ, và Vua Charles cũng bắt đầu gọi bà là "Maria" một cách thân mật hơn nếu so với khi trước. Sau khi mối quan hệ giữa hai người được cải thiện, Maria với Lucy Hay không còn thân thiết như trước vì trước đó họ đã có sự khác biệt, Lucy theo đạo Tin Lành sôi nổi và mạnh mẽ, Henrietta Maria lại tuân theo sự hài hòa Công giáo.

Tranh vẽ bởi Anthony van Dyck về hai vợ chồng những năm 1630
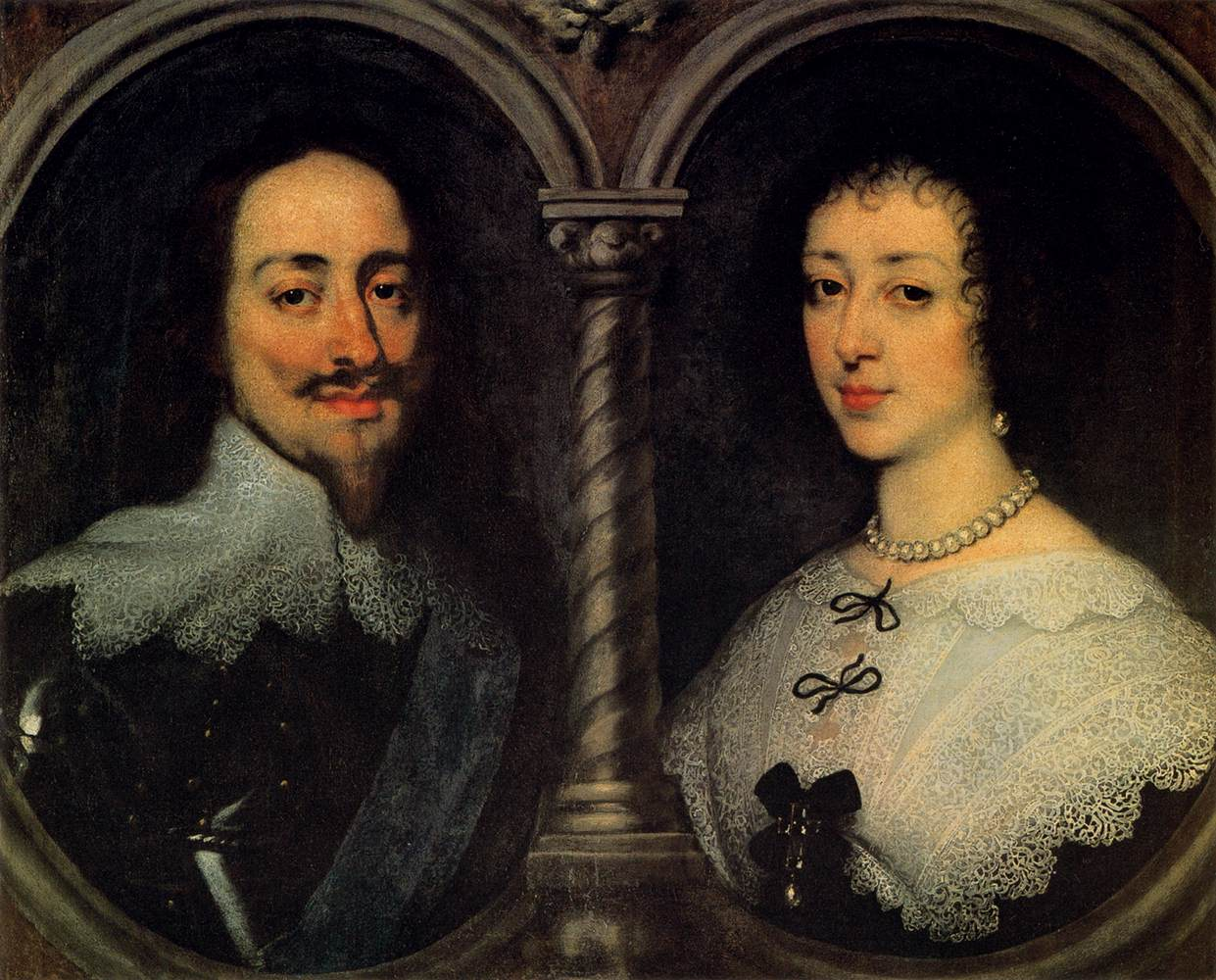
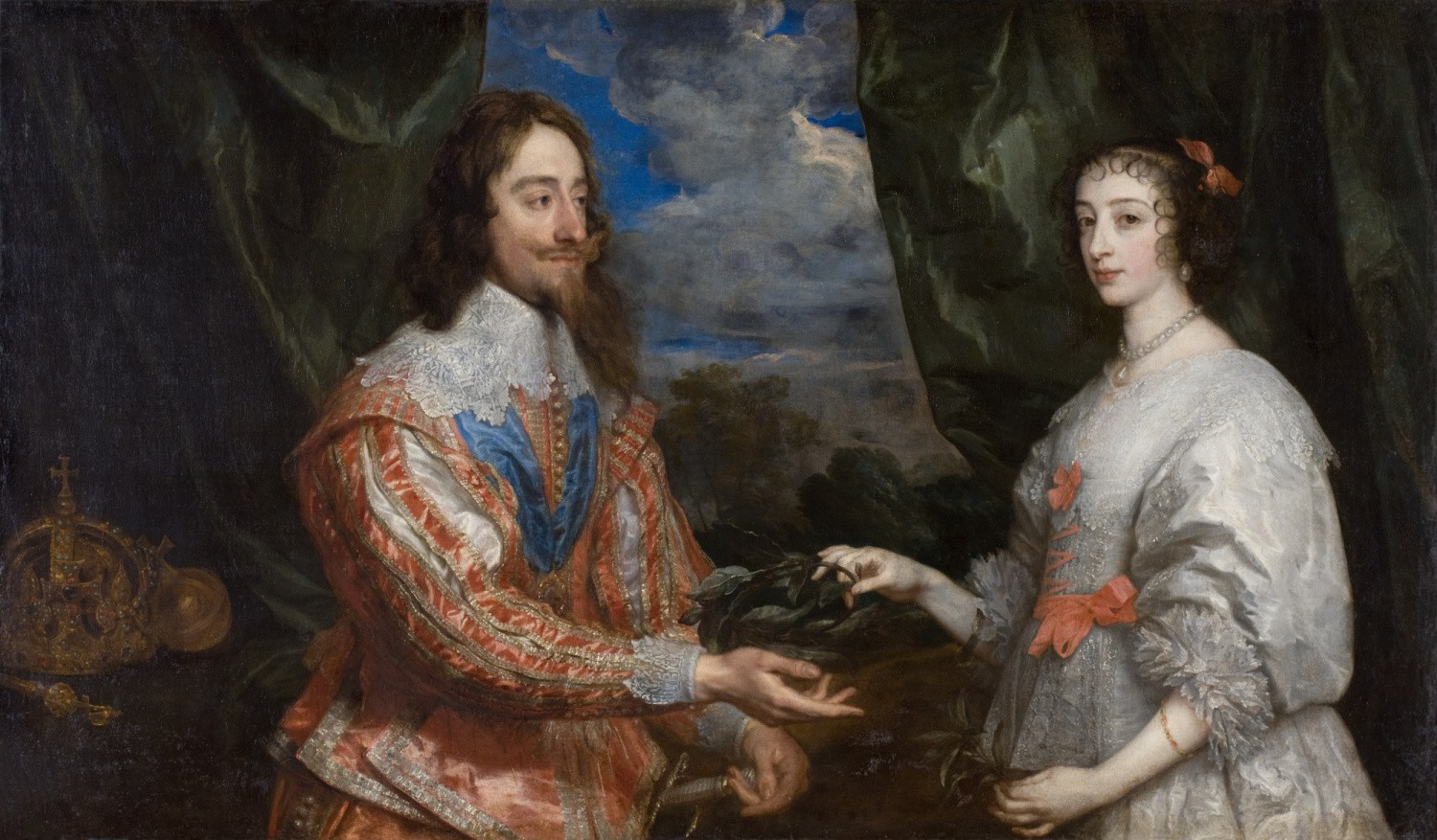
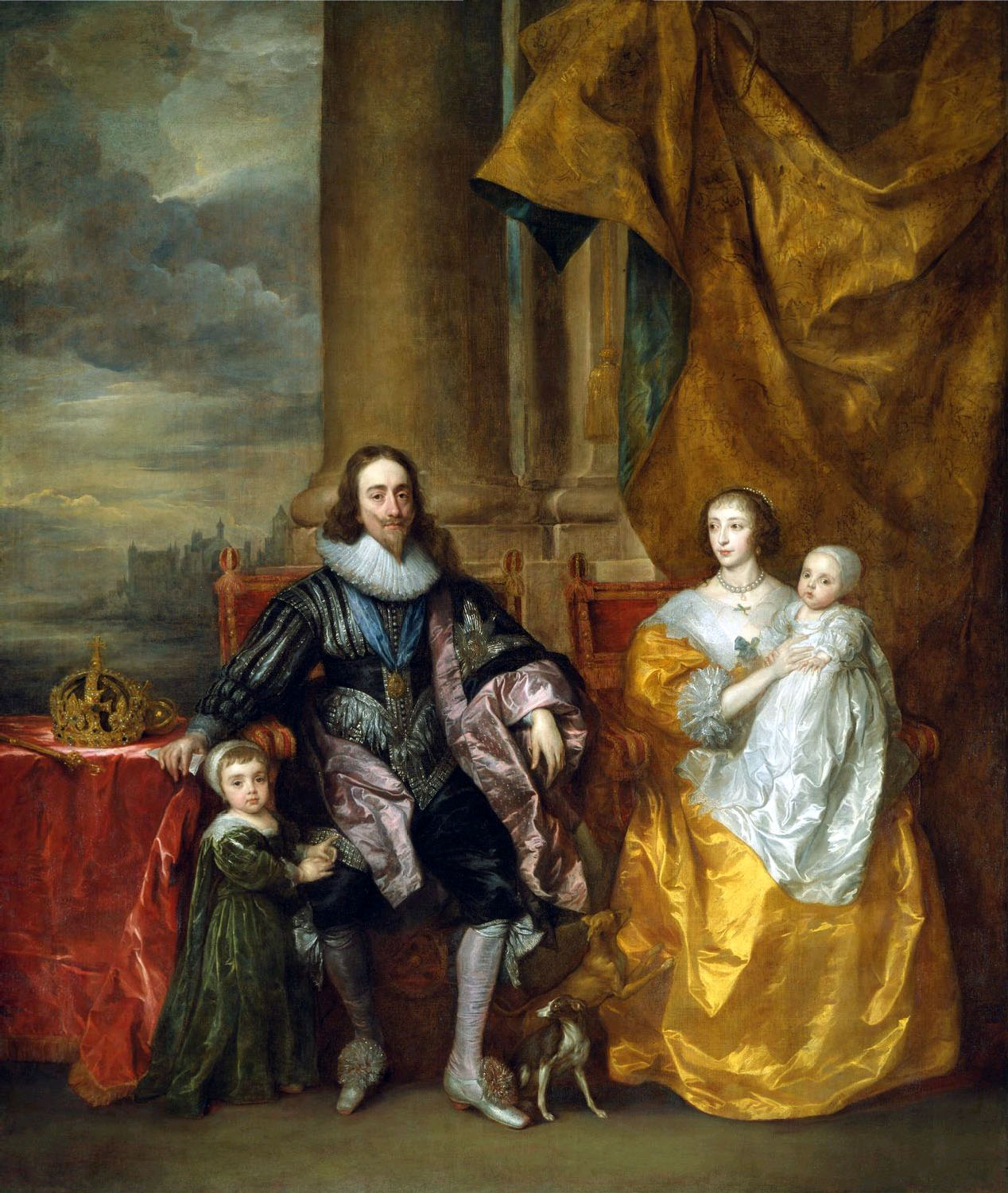

### Thú vui nghệ thuật
Henrietta Maria có niềm vui thích cực kỳ mạnh về hội họa, và việc bà bảo trợ cho vô số nghệ sĩ là một biểu trưng rất hiển nhiên chứng minh điều này. Bà đã cùng chồng mình dành nhiều thời gian đánh giá và sưu tầm các thể loại tranh cổ, sách vở từ nhiều nguồn, và bà nổi tiếng khi bảo trợ cho họa sĩ người Ý là Orazio Gentileschi, người đã đi theo cùng Henrietta Maria đến Anh trong đoàn tùy tùng mà bà mang theo khi trước, với tư cách là một thành viên trong hộ bảo trợ của François de Bassompierre - một sủng thần của Henrietta Maria.
Dưới sự bảo trợ của Vương hậu, Orazio cùng con gái là Artemisia Gentileschi đã phụ trách trang trí các ô trần nhà trong tòa nhà Queen's House thuộc Cung điện Greenwich do bà sở hữu. Những họa sĩ người Ý khác nhận sự bảo trợ của bà còn có Guido Reni, Jean Petitot và Jacques Bourdier. Bên cạnh đó, Henrietta Maria cũng tích cực trong nghệ thuật sân khấu thời Stuart, và những hoạt động này của bà được tán dương bởi Vua Charles - một người cũng yêu thích các loại hình nghệ thuật thị giác. Ngoài ra, bà cũng là người bảo trợ cho nhà soạn nhạc người Anh Nicholas Lanier và nhà điêu khắc Inigo Jones, những cái tên nổi tiếng thuộc phạm trù âm nhạc và điêu khắc của Anh.

## Đối diện với Nội chiến Anh

### Thời kỳ Tiền nội chiến
Trong những năm 1640, nước Anh rơi vào cuộc nội chiến khủng khiếp được biết đến là Nội chiến Anh hay Chiến tranh Ba Vương quốc, sự sung đột giữa phái ủng hộ vương triều là Cavalier và Roundhead ủng hộ Nghị viện Anh. Henrietta Maria, vợ của nhà Vua Charles I, theo lẽ thường cũng dính vào cuộc tranh đoạt này. Rất nhiều nghiên cứu cấp trường học ở Anh khi bàn về cuộc nội chiến này đều nêu lên vai trò của bà và mức độ mà bà chịu trách nhiệm để dẫn đến thất bại của phe bảo hoàng về sau.

Henrietta Maria khoảng những năm 1630, trước khi Nội chiến Anh bùng nổ.

Hầu hết ý kiến phổ thông đều đánh giá Henrietta Maria trong thời kỳ này là một người mạnh mẽ, áp chế người chồng có phần nhu nhược của mình. Nhà sử học Wedgwood còn nhấn mạnh rằng vai trò của Henrietta Maria chắc chắn rất lớn mạnh, "Nhà vua đều hỏi bà bất kỳ vấn đề chính trị nào, ngoại trừ tôn giáo", và kêu ca rằng nhà Vua Charles I không thành công khi đưa bà vào Cơ mật Hội đồng để dự chính một cách chính thức. Những năm 1970, nhiều sử gia nhận định vai trò của Henrietta Maria lại rất hạn chế, chỉ ra rằng nhiều vấn đề là do Vua Charles I tự mình ra quyết định. Trong khi đó, các sử gia hiện đại nhận định Henrietta Maria có tham dự vào cuộc nội chiến này, nhưng không phải thông qua sự ảnh hưởng chính trị mà là các hành động với công chúng, ảnh hưởng không ít đến quyền đưa ra lựa chọn mà Vua Charles có thể thực hiện.
Trước đó, từ những năm 1630, Henrietta Maria đã hành động nhiều vấn đề liên quan đến tôn giáo, mà về sau được nhìn nhận là chất xúc tác mạnh dẫn đến căng thẳng trước thời kỳ Nội chiến, và khiến bà trở thành "Một vị Vương hậu không được dân chúng kính trọng, một người chưa bao giờ thành công khiến triều thần của mình nể phục". Năm 1632, bà bắt đầu triển khai những dự án xây dựng những nhà thờ Công giáo trong khu vực Dinh thự Somerset. Trước đó, ở trong khu vực này cũng có một nhà thờ cũ và đã bị hạ đi vì dân chúng Tin Lành không thích thú, đến khi Henrietta Maria xây dựng nhà thờ mới thì tuy bề ngoài được che đậy kỹ càng, song bên trong phát sinh ra những buổi lễ cầu nguyện theo lối Công giáo ngày một mạnh mẽ. Đặc biệt ở năm 1636, một hoạt động tôn giáo lớn diễn ra ở đây, đã khiến người Tin Lành cảm thấy bị đe dọa và bắt đầu chỉ trích việc làm này của Vương hậu. Theo đó, hoạt động tôn giáo của Henrietta Maria chủ yếu là theo lối Công giáo ở Châu Âu lục địa vào thế kỉ 17 đương thời. Và theo như ghi nhận của nhà sử học Kevin Sharpe, một lượng lớn tầm 300.000 người Anh đã theo Công giáo do sự ảnh hưởng của Henrietta Maria, và con số này chắc chắn còn nhiều hơn nếu xét các dân số sống tại triều đình Anh khi ấy.
Hệ quả này khiến Vua Charles I bị chỉ trích mạnh mẽ từ Nghị viện do vô dụng trong việc can thiệp việc làm của vợ mình, và hành động tổ chức Requiem dành cho Richard Blount vào năm 1638 của Henrietta Maria tiếp theo đó càng khiến tình hình thêm phức tạp. Không chỉ dừng lại ở vấn đề tôn giáo gây tức giận dân chúng, Henrietta Maria còn tham gia các vở ca vũ kịch, động chạm đến hình ảnh toàn diện của mình và làm mất lòng những người theo Thanh giáo tại Anh. Trong hầu hết các vở kịch, Henrietta Maria sắm vai diễn truyền tải niềm tin của phong trào Đại kết. Những sự việc của Henrietta Maria được cho là "ngạo mạn và bất dung", thậm chí dấy lên những ý kiến và nhận xét thù ghét về Vương hậu ngay trong triều đình. Học giả người Scotland là Alexander Leighton đã bị tra khảo và bỏ tù vì sỉ nhục Henrietta Maria trong sách của mình, còn Luật sư phái Thanh giáo là William Prynne đã bị xẻo lỗ tai vì viết rằng "Thể loại nữ diễn viên chỉ là những con điếm", một dòng ám chỉ rõ ràng Henrietta Maria. Sau đó, triều đình Anh còn đổ cho Henrietta Maria chịu trách nhiệm trong Bạo loạn ở Ireland năm 1641, được tin rằng có liên quan đến các Tu sĩ dòng Tên mà Henrietta Maria là đại diện. Và cũng vì những hệ quả trên, Henrietta Maria rất ít khi hiện diện ở London từ những năm này.

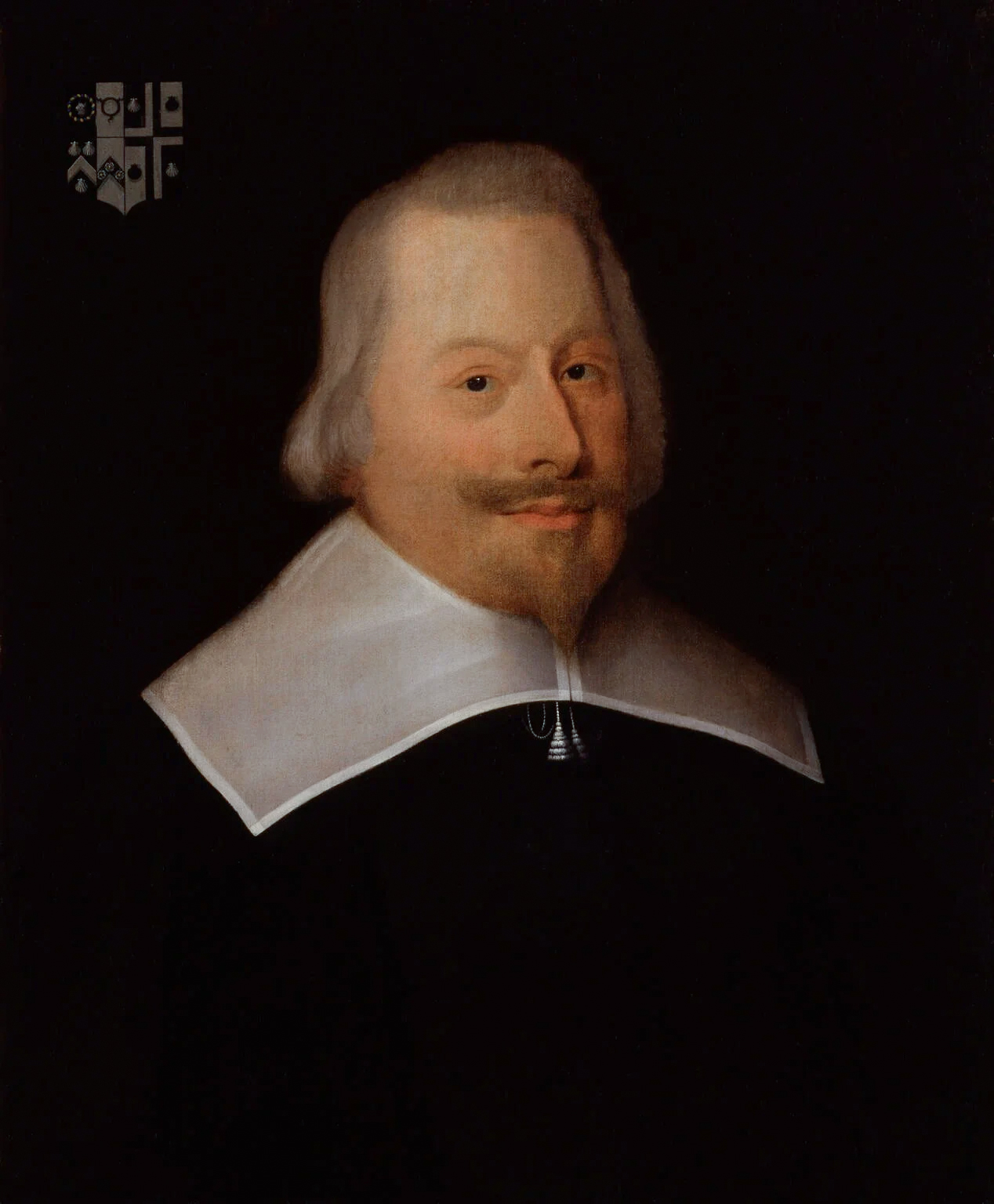
John Pym, người góp phần quan trọng trong Nội chiến Anh.

Từ năm 1641, một liên minh của thành viên trực thuộc Nghị viện Anh đứng đầu bởi John Pym đã tăng sức ép lên Vua Charles I, sau những trận chiến bên ngoài đầy thảm bại. Tiếp đó, Nghị viện tiến hành bắt giam và xử tử Cố vấn của nhà Vua, Tổng giám mục William Laud cùng Thomas Wentworth, Bá tước xứ Strafford. Và như một phần kế hoạch, Pym lại tiếp tục hướng đến Henrietta Maria để tạo một sức ép nữa cho nhà Vua. Cuối năm ấy, một điều luật có tên Đại phản kháng (Grand Remonstrance) đã được Nghị viện Anh thông qua, đã yêu cầu không gọi trực tiếp tên của Henrietta Maria. Và tuy không trực tiếp đề cập, song rõ ràng bà là một phần của những kế hoạch tra khảo và xét xử sắp tới để tạo sức ép cho Vua Charles I. Một tâm phúc cải đạo Công giáo của bà, Henry Jermyn, đã bị buộc phải rời khỏi Anh sau sự kiện Âm mưu binh biến năm 1641 diễn ra.
Những động thái liên tiếp của Henrietta Maria chủ yếu là giúp đỡ chồng mình vạch ranh giới với Nghị viện Anh, và nhiều nguồn tin rằng chính bà đã khiến nhà Vua quyết định bắt giữ thành viên của Nghị viện vào tháng 1 năm 1642, mặc dù không có bằng chứng chắc chắn nào chứng minh. Đại sứ Pháp là Hầu tước de La Ferté-Imbault, trong tình thế cân bằng chính trị của mình khi ấy, đã muốn nhà Vua cùng Nghị viện hòa hoãn, khiến âm mưu bắt giữ của nhà Vua bị trục trặc, bên cạnh đó còn có lẽ do sự can thiệp của người bạn cũ Lucy Hay của Vương hậu, mà cuối cùng John Pym và các thành viên của Nghị viện Anh đều thoát khỏi sự bắt giữ này của nhà Vua. Kế hoạch này khiến lý do chống đối nền quân chủ Anh dâng cao hơn bao giờ hết, khiến Henrietta Maria cùng chồng mình phải chạy từ Whitehall đến Hampton Court, làm ngắp nghé bừng lên cuộc Nội chiến kinh khủng sắp xảy đến.
Tháng 2 năm ấy, Henrietta Maria giong buồm rời khỏi Anh để đến Den Haag, phần vì tự bảo vệ mình, phần vì để dân chúng Anh bớt vì sự có mặt của bà mà giương mũi giáo về phía Vua Charles I trong tình thế nhạy cảm này. Thành phố Den Haag là nơi quan trọng của gia tộc xứ Orange, do con rể tương lai của bà là William xứ Orange nắm giữ. Và trong chuyến chạy trốn này, Henrietta Maria cũng đem theo con gái cả Mary, người được định ước cho William để mang lại liên minh cho nước Anh.

## Tổ tiên
| \| \| \| \| \| \| \| \| \| \| \| \| \| \| 16. François xứ Vendôme \| \| \| \| \| \| \| \| \| \| \| \| \| \| \| \| \| \| \| \| \| \| \| \| \| \| \| \| \| \| \| \| \| \| \| \| \| \| \| \| \| \| \| \| \| \| \| \| \| \| \| \| \| \| \| \| \| \| \| \| 8. Charles I, Công tước xứ Vendôme[34] \| \| \| \| \| \| \| \| \| \| \| \| \| \| \| \| \| \| \| \| \| \| \| \| \| \| \| \| \| \| \| \| \| \| \| \| \| \| \| \| \| \| \| \| \| \| \| \| \| \| \| \| \| \| \| \| \| \| \| \| \| \| \| \| \| \| \| \| \| \| \| \| 17. Marie I xứ Saint-Pol \| \| \| \| \| \| \| \| \| \| \| \| \| \| \| \| \| \| \| \| \| \| \| \| \| \| \| \| \| \| \| \| \| \| \| \| \| \| \| \| \| \| \| \| \| \| \| \| \| \| \| \| \| \| \| \| \| \| \| \| \| \| \| \| \| \| \| \| \| \| \| \| 4. Antoine của Boubon [35] \| \| \| \| \| \| \| \| \| \| \| \| \| \| \| \| \| \| \| \| \| \| \| \| \| \| \| \| \| \| \| \| \| \| \| \| \| \| \| \| \| \| \| \| \| \| \| \| \| \| \| \| \| \| \| \| \| \| \| \| \| \| \| \| \| \| \| \| \| \| \| \| 18. René I xứ Alençon \| \| \| \| \| \| \| \| \| \| \| \| \| \| \| \| \| \| \| \| \| \| \| \| \| \| \| \| \| \| \| \| \| \| \| \| \| \| \| \| \| \| \| \| \| \| \| \| \| \| \| \| \| \| \| \| \| \| \| \| \| \| \| \| \| \| \| \| \| \| \| \| 9. Françoise xứ Alençon[34] \| \| \| \| \| \| \| \| \| \| \| \| \| \| \| \| \| \| \| \| \| \| \| \| \| \| \| \| \| \| \| \| \| \| \| \| \| \| \| \| \| \| \| \| \| \| \| \| \| \| \| \| \| \| \| \| \| \| \| \| \| \| \| \| \| \| \| \| \| \| \| \| 19. Marguerite xứ Lorraine-Vaudémont \| \| \| \| \| \| \| \| \| \| \| \| \| \| \| \| \| \| \| \| \| \| \| \| \| \| \| \| \| \| \| \| \| \| \| \| \| \| \| \| \| \| \| \| \| \| \| \| \| \| \| \| \| \| \| \| \| \| \| \| \| \| \| \| \| \| \| \| \| \| \| \| 2. Henri IV của Pháp \| \| \| \| \| \| \| \| \| \| \| \| \| \| \| \| \| \| \| \| \| \| \| \| \| \| \| \| \| \| \| \| \| \| \| \| \| \| \| \| \| \| \| \| \| \| \| \| \| \| \| \| \| \| \| \| \| \| \| \| \| \| \| \| \| \| \| \| \| \| \| \| 20. Jean III d'Albret \| \| \| \| \| \| \| \| \| \| \| \| \| \| \| \| \| \| \| \| \| \| \| \| \| \| \| \| \| \| \| \| \| \| \| \| \| \| \| \| \| \| \| \| \| \| \| \| \| \| \| \| \| \| \| \| \| \| \| \| \| \| \| \| \| \| \| \| \| \| \| \| 10. Enrique II của Navarra[36] \| \| \| \| \| \| \| \| \| \| \| \| \| \| \| \| \| \| \| \| \| \| \| \| \| \| \| \| \| \| \| \| \| \| \| \| \| \| \| \| \| \| \| \| \| \| \| \| \| \| \| \| \| \| \| \| \| \| \| \| \| \| \| \| \| \| \| \| \| \| \| \| 21. Catalina I của Navarra \| \| \| \| \| \| \| \| \| \| \| \| \| \| \| \| \| \| \| \| \| \| \| \| \| \| \| \| \| \| \| \| \| \| \| \| \| \| \| \| \| \| \| \| \| \| \| \| \| \| \| \| \| \| \| \| \| \| \| \| \| \| \| \| \| \| \| \| \| \| \| \| 5. Juana III của Navarra[35] \| \| \| \| \| \| \| \| \| \| \| \| \| \| \| \| \| \| \| \| \| \| \| \| \| \| \| \| \| \| \| \| \| \| \| \| \| \| \| \| \| \| \| \| \| \| \| \| \| \| \| \| \| \| \| \| \| \| \| \| \| \| \| \| \| \| \| \| \| \| \| \| 22. Charles xứ Orléans \| \| \| \| \| \| \| \| \| \| \| \| \| \| \| \| \| \| \| \| \| \| \| \| \| \| \| \| \| \| \| \| \| \| \| \| \| \| \| \| \| \| \| \| \| \| \| \| \| \| \| \| \| \| \| \| \| \| \| \| \| \| \| \| \| \| \| \| \| \| \| \| 11. Marguerite xứ Angouleme[36] \| \| \| \| \| \| \| \| \| \| \| \| \| \| \| \| \| \| \| \| \| \| \| \| \| \| \| \| \| \| \| \| \| \| \| \| \| \| \| \| \| \| \| \| \| \| \| \| \| \| \| \| \| \| \| \| \| \| \| \| \| \| \| \| \| \| \| \| \| \| \| \| 23. Luisa của Savoia \| \| \| \| \| \| \| \| \| \| \| \| \| \| \| \| \| \| \| \| \| \| \| \| \| \| \| \| \| \| \| \| \| \| \| \| \| \| \| \| \| \| \| \| \| \| \| \| \| \| \| \| \| \| \| \| \| \| \| \| \| \| \| \| \| \| \| \| \| \| \| \| 1. Henriette Marie của Pháp \| \| \| \| \| \| \| \| \| \| \| \| \| \| \| \| \| \| \| \| \| \| \| \| \| \| \| \| \| \| \| \| \| \| \| \| \| \| \| \| \| \| \| \| \| \| \| \| \| \| \| \| \| \| \| \| \| \| \| \| \| \| \| \| \| \| \| \| \| \| \| \| 24. Giovanni de' Medici \| \| \| \| \| \| \| \| \| \| \| \| \| \| \| \| \| \| \| \| \| \| \| \| \| \| \| \| \| \| \| \| \| \| \| \| \| \| \| \| \| \| \| \| \| \| \| \| \| \| \| \| \| \| \| \| \| \| \| \| \| \| \| \| \| \| \| \| \| \| \| \| 12. Cosimo I de' Medici[37] \| \| \| \| \| \| \| \| \| \| \| \| \| \| \| \| \| \| \| \| \| \| \| \| \| \| \| \| \| \| \| \| \| \| \| \| \| \| \| \| \| \| \| \| \| \| \| \| \| \| \| \| \| \| \| \| \| \| \| \| \| \| \| \| \| \| \| \| \| \| \| \| 25. Maria Salviati \| \| \| \| \| \| \| \| \| \| \| \| \| \| \| \| \| \| \| \| \| \| \| \| \| \| \| \| \| \| \| \| \| \| \| \| \| \| \| \| \| \| \| \| \| \| \| \| \| \| \| \| \| \| \| \| \| \| \| \| \| \| \| \| \| \| \| \| \| \| \| \| 6. Francesco I de' Medici[38] \| \| \| \| \| \| \| \| \| \| \| \| \| \| \| \| \| \| \| \| \| \| \| \| \| \| \| \| \| \| \| \| \| \| \| \| \| \| \| \| \| \| \| \| \| \| \| \| \| \| \| \| \| \| \| \| \| \| \| \| \| \| \| \| \| \| \| \| \| \| \| \| 26. Pedro Álvarez de Toledo y Zúñiga \| \| \| \| \| \| \| \| \| \| \| \| \| \| \| \| \| \| \| \| \| \| \| \| \| \| \| \| \| \| \| \| \| \| \| \| \| \| \| \| \| \| \| \| \| \| \| \| \| \| \| \| \| \| \| \| \| \| \| \| \| \| \| \| \| \| \| \| \| \| \| \| 13. Leonor Álvarez de Toledo y Osorio[37] \| \| \| \| \| \| \| \| \| \| \| \| \| \| \| \| \| \| \| \| \| \| \| \| \| \| \| \| \| \| \| \| \| \| \| \| \| \| \| \| \| \| \| \| \| \| \| \| \| \| \| \| \| \| \| \| \| \| \| \| \| \| \| \| \| \| \| \| \| \| \| \| 27. María Osorio y Pimentel \| \| \| \| \| \| \| \| \| \| \| \| \| \| \| \| \| \| \| \| \| \| \| \| \| \| \| \| \| \| \| \| \| \| \| \| \| \| \| \| \| \| \| \| \| \| \| \| \| \| \| \| \| \| \| \| \| \| \| \| \| \| \| \| \| \| \| \| \| \| \| \| 3. Maria de' Medici \| \| \| \| \| \| \| \| \| \| \| \| \| \| \| \| \| \| \| \| \| \| \| \| \| \| \| \| \| \| \| \| \| \| \| \| \| \| \| \| \| \| \| \| \| \| \| \| \| \| \| \| \| \| \| \| \| \| \| \| \| \| \| \| \| \| \| \| \| \| \| \| 28. Philipp Đẹp trai \| \| \| \| \| \| \| \| \| \| \| \| \| \| \| \| \| \| \| \| \| \| \| \| \| \| \| \| \| \| \| \| \| \| \| \| \| \| \| \| \| \| \| \| \| \| \| \| \| \| \| \| \| \| \| \| \| \| \| \| \| \| \| \| \| \| \| \| \| \| \| \| 14. Ferdinand I của Thánh chế La Mã[39] \| \| \| \| \| \| \| \| \| \| \| \| \| \| \| \| \| \| \| \| \| \| \| \| \| \| \| \| \| \| \| \| \| \| \| \| \| \| \| \| \| \| \| \| \| \| \| \| \| \| \| \| \| \| \| \| \| \| \| \| \| \| \| \| \| \| \| \| \| \| \| \| 29. Juana I của Castilla \| \| \| \| \| \| \| \| \| \| \| \| \| \| \| \| \| \| \| \| \| \| \| \| \| \| \| \| \| \| \| \| \| \| \| \| \| \| \| \| \| \| \| \| \| \| \| \| \| \| \| \| \| \| \| \| \| \| \| \| \| \| \| \| \| \| \| \| \| \| \| \| 7. Johanna của Áo[38] \| \| \| \| \| \| \| \| \| \| \| \| \| \| \| \| \| \| \| \| \| \| \| \| \| \| \| \| \| \| \| \| \| \| \| \| \| \| \| \| \| \| \| \| \| \| \| \| \| \| \| \| \| \| \| \| \| \| \| \| \| \| \| \| \| \| \| \| \| \| \| \| 30. Vladislav IV của Bohemia \| \| \| \| \| \| \| \| \| \| \| \| \| \| \| \| \| \| \| \| \| \| \| \| \| \| \| \| \| \| \| \| \| \| \| \| \| \| \| \| \| \| \| \| \| \| \| \| \| \| \| \| \| \| \| \| \| \| \| \| \| \| \| \| \| \| \| \| \| \| \| \| 15. Anna của Bohemia và Hungary[39] \| \| \| \| \| \| \| \| \| \| \| \| \| \| \| \| \| \| \| \| \| \| \| \| \| \| \| \| \| \| \| \| \| \| \| \| \| \| \| \| \| \| \| \| \| \| \| \| \| \| \| \| \| \| \| \| \| \| \| \| \| \| \| \| \| \| \| \| \| \| \| \| 31. Anne xứ Foix-Candale \| \| \| \| \| \| \| \| \| \| \| \| \| \| \| \| \| \| \| \| \| \| \| \| \| \| \| \| \| \| \| \| \| \| \| \| \| \| \| \| \| \| \| \| \| \| \| \| \| \| \| \| |                                       |  |  |  |  |  |  |  |  |  |  |  |                         |  |  |  |
| |                                       |  |  |  |  |  |  |  |  |  |  |  | 16. François xứ Vendôme |  |  |  |
| |                                       |  |  |  |  |  |  |  |  |  |  |  |                         |  |  |  |
| |                                       |  |  |  |  |  |  |  |  |  |  |  |                         |  |  |  |
| |                                       |  |  |  |  |  |  |  |  |  |  |  |                         |  |  |  |
| | 8. Charles I, Công tước xứ Vendôme    |  |  |  |  |  |  |  |  |  |  |  |                         |  |  |  |
| |                                       |  |  |  |  |  |  |  |  |  |  |  |                         |  |  |  |
| |                                       |  |  |  |  |  |  |  |  |  |  |  |                         |  |  |  |
| |                                       |  |  |  |  |  |  |  |  |  |  |  |                         |  |  |  |
| | 17. Marie I xứ Saint-Pol              |  |  |  |  |  |  |  |  |  |  |  |                         |  |  |  |
| |                                       |  |  |  |  |  |  |  |  |  |  |  |                         |  |  |  |
| |                                       |  |  |  |  |  |  |  |  |  |  |  |                         |  |  |  |
| |                                       |  |  |  |  |  |  |  |  |  |  |  |                         |  |  |  |
| | 4. Antoine của Boubon                 |  |  |  |  |  |  |  |  |  |  |  |                         |  |  |  |
| |                                       |  |  |  |  |  |  |  |  |  |  |  |                         |  |  |  |
| |                                       |  |  |  |  |  |  |  |  |  |  |  |                         |  |  |  |
| |                                       |  |  |  |  |  |  |  |  |  |  |  |                         |  |  |  |
| | 18. René I xứ Alençon                 |  |  |  |  |  |  |  |  |  |  |  |                         |  |  |  |
| |                                       |  |  |  |  |  |  |  |  |  |  |  |                         |  |  |  |
| |                                       |  |  |  |  |  |  |  |  |  |  |  |                         |  |  |  |
| |                                       |  |  |  |  |  |  |  |  |  |  |  |                         |  |  |  |
| | 9. Françoise xứ Alençon               |  |  |  |  |  |  |  |  |  |  |  |                         |  |  |  |
| |                                       |  |  |  |  |  |  |  |  |  |  |  |                         |  |  |  |
| |                                       |  |  |  |  |  |  |  |  |  |  |  |                         |  |  |  |
| |                                       |  |  |  |  |  |  |  |  |  |  |  |                         |  |  |  |
| | 19. Marguerite xứ Lorraine-Vaudémont  |  |  |  |  |  |  |  |  |  |  |  |                         |  |  |  |
| |                                       |  |  |  |  |  |  |  |  |  |  |  |                         |  |  |  |
| |                                       |  |  |  |  |  |  |  |  |  |  |  |                         |  |  |  |
| |                                       |  |  |  |  |  |  |  |  |  |  |  |                         |  |  |  |
| | 2. Henri IV của Pháp                  |  |  |  |  |  |  |  |  |  |  |  |                         |  |  |  |
| |                                       |  |  |  |  |  |  |  |  |  |  |  |                         |  |  |  |
| |                                       |  |  |  |  |  |  |  |  |  |  |  |                         |  |  |  |
| |                                       |  |  |  |  |  |  |  |  |  |  |  |                         |  |  |  |
| | 20. Jean III d'Albret                 |  |  |  |  |  |  |  |  |  |  |  |                         |  |  |  |
| |                                       |  |  |  |  |  |  |  |  |  |  |  |                         |  |  |  |
| |                                       |  |  |  |  |  |  |  |  |  |  |  |                         |  |  |  |
| |                                       |  |  |  |  |  |  |  |  |  |  |  |                         |  |  |  |
| | 10. Enrique II của Navarra            |  |  |  |  |  |  |  |  |  |  |  |                         |  |  |  |
| |                                       |  |  |  |  |  |  |  |  |  |  |  |                         |  |  |  |
| |                                       |  |  |  |  |  |  |  |  |  |  |  |                         |  |  |  |
| |                                       |  |  |  |  |  |  |  |  |  |  |  |                         |  |  |  |
| | 21. Catalina I của Navarra            |  |  |  |  |  |  |  |  |  |  |  |                         |  |  |  |
| |                                       |  |  |  |  |  |  |  |  |  |  |  |                         |  |  |  |
| |                                       |  |  |  |  |  |  |  |  |  |  |  |                         |  |  |  |
| |                                       |  |  |  |  |  |  |  |  |  |  |  |                         |  |  |  |
| | 5. Juana III của Navarra              |  |  |  |  |  |  |  |  |  |  |  |                         |  |  |  |
| |                                       |  |  |  |  |  |  |  |  |  |  |  |                         |  |  |  |
| |                                       |  |  |  |  |  |  |  |  |  |  |  |                         |  |  |  |
| |                                       |  |  |  |  |  |  |  |  |  |  |  |                         |  |  |  |
| | 22. Charles xứ Orléans                |  |  |  |  |  |  |  |  |  |  |  |                         |  |  |  |
| |                                       |  |  |  |  |  |  |  |  |  |  |  |                         |  |  |  |
| |                                       |  |  |  |  |  |  |  |  |  |  |  |                         |  |  |  |
| |                                       |  |  |  |  |  |  |  |  |  |  |  |                         |  |  |  |
| | 11. Marguerite xứ Angouleme           |  |  |  |  |  |  |  |  |  |  |  |                         |  |  |  |
| |                                       |  |  |  |  |  |  |  |  |  |  |  |                         |  |  |  |
| |                                       |  |  |  |  |  |  |  |  |  |  |  |                         |  |  |  |
| |                                       |  |  |  |  |  |  |  |  |  |  |  |                         |  |  |  |
| | 23. Luisa của Savoia                  |  |  |  |  |  |  |  |  |  |  |  |                         |  |  |  |
| |                                       |  |  |  |  |  |  |  |  |  |  |  |                         |  |  |  |
| |                                       |  |  |  |  |  |  |  |  |  |  |  |                         |  |  |  |
| |                                       |  |  |  |  |  |  |  |  |  |  |  |                         |  |  |  |
| | 1. Henriette Marie của Pháp           |  |  |  |  |  |  |  |  |  |  |  |                         |  |  |  |
| |                                       |  |  |  |  |  |  |  |  |  |  |  |                         |  |  |  |
| |                                       |  |  |  |  |  |  |  |  |  |  |  |                         |  |  |  |
| |                                       |  |  |  |  |  |  |  |  |  |  |  |                         |  |  |  |
| | 24. Giovanni de' Medici               |  |  |  |  |  |  |  |  |  |  |  |                         |  |  |  |
| |                                       |  |  |  |  |  |  |  |  |  |  |  |                         |  |  |  |
| |                                       |  |  |  |  |  |  |  |  |  |  |  |                         |  |  |  |
| |                                       |  |  |  |  |  |  |  |  |  |  |  |                         |  |  |  |
| | 12. Cosimo I de' Medici               |  |  |  |  |  |  |  |  |  |  |  |                         |  |  |  |
| |                                       |  |  |  |  |  |  |  |  |  |  |  |                         |  |  |  |
| |                                       |  |  |  |  |  |  |  |  |  |  |  |                         |  |  |  |
| |                                       |  |  |  |  |  |  |  |  |  |  |  |                         |  |  |  |
| | 25. Maria Salviati                    |  |  |  |  |  |  |  |  |  |  |  |                         |  |  |  |
| |                                       |  |  |  |  |  |  |  |  |  |  |  |                         |  |  |  |
| |                                       |  |  |  |  |  |  |  |  |  |  |  |                         |  |  |  |
| |                                       |  |  |  |  |  |  |  |  |  |  |  |                         |  |  |  |
| | 6. Francesco I de' Medici             |  |  |  |  |  |  |  |  |  |  |  |                         |  |  |  |
| |                                       |  |  |  |  |  |  |  |  |  |  |  |                         |  |  |  |
| |                                       |  |  |  |  |  |  |  |  |  |  |  |                         |  |  |  |
| |                                       |  |  |  |  |  |  |  |  |  |  |  |                         |  |  |  |
| | 26. Pedro Álvarez de Toledo y Zúñiga  |  |  |  |  |  |  |  |  |  |  |  |                         |  |  |  |
| |                                       |  |  |  |  |  |  |  |  |  |  |  |                         |  |  |  |
| |                                       |  |  |  |  |  |  |  |  |  |  |  |                         |  |  |  |
| |                                       |  |  |  |  |  |  |  |  |  |  |  |                         |  |  |  |
| | 13. Leonor Álvarez de Toledo y Osorio |  |  |  |  |  |  |  |  |  |  |  |                         |  |  |  |
| |                                       |  |  |  |  |  |  |  |  |  |  |  |                         |  |  |  |
| |                                       |  |  |  |  |  |  |  |  |  |  |  |                         |  |  |  |
| |                                       |  |  |  |  |  |  |  |  |  |  |  |                         |  |  |  |
| | 27. María Osorio y Pimentel           |  |  |  |  |  |  |  |  |  |  |  |                         |  |  |  |
| |                                       |  |  |  |  |  |  |  |  |  |  |  |                         |  |  |  |
| |                                       |  |  |  |  |  |  |  |  |  |  |  |                         |  |  |  |
| |                                       |  |  |  |  |  |  |  |  |  |  |  |                         |  |  |  |
| | 3. Maria de' Medici                   |  |  |  |  |  |  |  |  |  |  |  |                         |  |  |  |
| |                                       |  |  |  |  |  |  |  |  |  |  |  |                         |  |  |  |
| |                                       |  |  |  |  |  |  |  |  |  |  |  |                         |  |  |  |
| |                                       |  |  |  |  |  |  |  |  |  |  |  |                         |  |  |  |
| | 28. Philipp Đẹp trai                  |  |  |  |  |  |  |  |  |  |  |  |                         |  |  |  |
| |                                       |  |  |  |  |  |  |  |  |  |  |  |                         |  |  |  |
| |                                       |  |  |  |  |  |  |  |  |  |  |  |                         |  |  |  |
| |                                       |  |  |  |  |  |  |  |  |  |  |  |                         |  |  |  |
| | 14. Ferdinand I của Thánh chế La Mã   |  |  |  |  |  |  |  |  |  |  |  |                         |  |  |  |
| |                                       |  |  |  |  |  |  |  |  |  |  |  |                         |  |  |  |
| |                                       |  |  |  |  |  |  |  |  |  |  |  |                         |  |  |  |
| |                                       |  |  |  |  |  |  |  |  |  |  |  |                         |  |  |  |
| | 29. Juana I của Castilla              |  |  |  |  |  |  |  |  |  |  |  |                         |  |  |  |
| |                                       |  |  |  |  |  |  |  |  |  |  |  |                         |  |  |  |
| |                                       |  |  |  |  |  |  |  |  |  |  |  |                         |  |  |  |
| |                                       |  |  |  |  |  |  |  |  |  |  |  |                         |  |  |  |
| | 7. Johanna của Áo                     |  |  |  |  |  |  |  |  |  |  |  |                         |  |  |  |
| |                                       |  |  |  |  |  |  |  |  |  |  |  |                         |  |  |  |
| |                                       |  |  |  |  |  |  |  |  |  |  |  |                         |  |  |  |
| |                                       |  |  |  |  |  |  |  |  |  |  |  |                         |  |  |  |
| | 30. Vladislav IV của Bohemia          |  |  |  |  |  |  |  |  |  |  |  |                         |  |  |  |
| |                                       |  |  |  |  |  |  |  |  |  |  |  |                         |  |  |  |
| |                                       |  |  |  |  |  |  |  |  |  |  |  |                         |  |  |  |
| |                                       |  |  |  |  |  |  |  |  |  |  |  |                         |  |  |  |
| | 15. Anna của Bohemia và Hungary       |  |  |  |  |  |  |  |  |  |  |  |                         |  |  |  |
| |                                       |  |  |  |  |  |  |  |  |  |  |  |                         |  |  |  |
| |                                       |  |  |  |  |  |  |  |  |  |  |  |                         |  |  |  |
| |                                       |  |  |  |  |  |  |  |  |  |  |  |                         |  |  |  |
| | 31. Anne xứ Foix-Candale              |  |  |  |  |  |  |  |  |  |  |  |                         |  |  |  |
| |                                       |  |  |  |  |  |  |  |  |  |  |  |                         |  |  |  |
| |                                       |  |  |  |  |  |  |  |  |  |  |  |                         |  |  |  |

## Hậu duệ
| Tên                                                        | Chân dung                                          | Ngày sinh và ngày mất                                 | Ghi chú |
| ---------------------------------------------------------- | -------------------------------------------------- | ----------------------------------------------------- | --- |
| Charles James, Công tước xứ Cornwall                       |                                                    | 13 tháng 3 năm 1629                                   | Sinh non. |
| Charles II của Anh                                         |                                                    | 29 tháng 5 năm 1630 – 6 tháng 2 năm 1685 (54 tuổi)    | Kết hôn với Catarina Henriqueta của Bồ Đào Nha. Không có hậu duệ hợp pháp.                                   |
| Mary Henrietta, Vương nữ Vương thất và Vương phi xứ Oranje |                                                    | 4 tháng 11 năm 1631 - 24 tháng 12 năm 1660 (29 tuổi)  | Người nhận tước vị Vương nữ Vương thất đầu tiên trong lịch sử. Kết hôn với Willem II của Hà Lan. Có hậu duệ. |
| James II của Anh                                           |                                                    | 14 tháng 10 năm 1633 – 16 tháng 11 năm 1701 (67 tuổi) | - Kết hôn (1) Anne Hyde. Có hậu duệ. - Kết hôn (2) Maria xứ Modena. Có hậu duệ.                              |
| Elizabeth Stuart                                           |                                                    | 28 tháng 12 năm 1635 - 8 tháng 9 năm 1650 (14 tuổi)   | Mất sớm. Không có hậu duệ.                                                                                   |
| Anne Stuart                                                | 17 tháng 3 năm 1637 - 5 tháng 11 năm 1640 (3 tuổi) |                                                       | Mất sớm. Không có hậu duệ.                                                                                   |
| Catherine Stuart                                           |                                                    | 29 tháng 1 năm 1639                                   | Sinh non, chết ngay sau lễ rửa tội khoảng nửa giờ.                                                           |
| Henry Stuart, Công tước xứ Gloucester                      |                                                    | 8 tháng 7 năm 1640 - 13 tháng 9 năm 1660 (20 tuổi)    | Mất khi chưa kết hôn. Không có hậu duệ.                                                                      |
| Henrietta, Công tước phu nhân xứ Orléans                   |                                                    | 16 tháng 6 năm 1644 - 30 tháng 6 năm 1670 (26 tuổi)   | Kết hôn với Philippe I, Công tước xứ Orléans. Có hậu duệ.                                                    |